# Olivaea leptocarpa
Olivaea leptocarpa là một loài thực vật có hoa trong họ Cúc. Loài này được DeJong & Beaman mô tả khoa học đầu tiên năm 1963.